# St. Johannes (Włocławek)

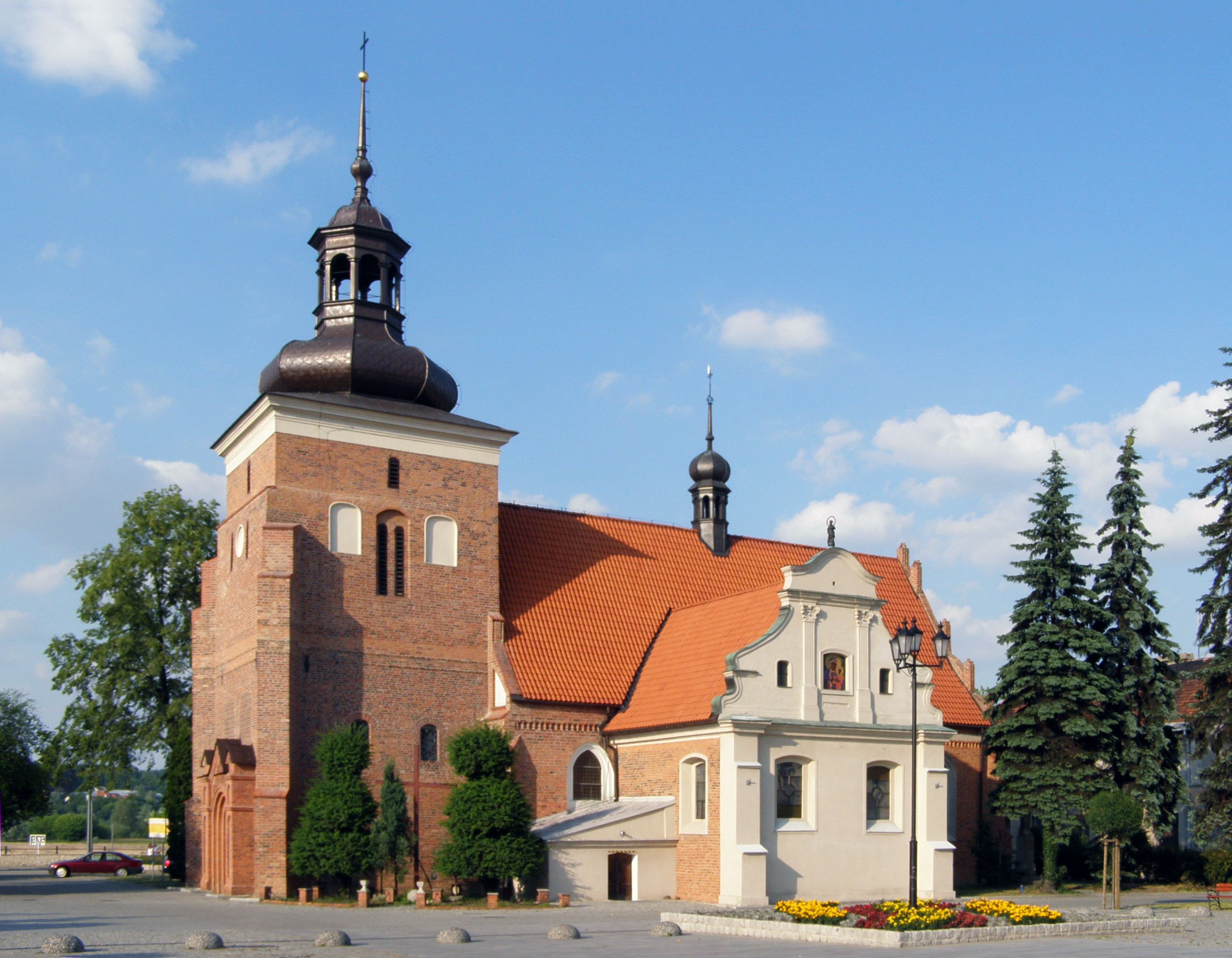
Włocławek, St. Johannes

Die römisch-katholische Kirche St. Johannes (poln. Kościół św. Jana Chrzciciela) in Włocławek ist eine Renaissancekirche.

## Geschichte
Die Kirche wurde in den 1530er Jahren im Renaissancestil von Giovanni Battista unmittelbar an der Weichsel am Alten Markt anstelle einer 1065 erwähnten älteren Kirche errichtet und 1538 geweiht. 1565 kam eine Kapelle und 1580 der Glockenturm hinzu. Weitere Anbauten erfolgten 1622, 1635 und 1780. Aufgrund der Nähe zur Weichsel kam es des Öfteren zu Überschwemmungen, unter denen auch die Bausubstanz der Kirche litt. Erst als im 19. Jahrhundert der Weichselboulevard angelegt wurde, blieb die Kirche von weiteren Flutschäden verschont.